# 196.ª Divisão de Infantaria (Alemanha)
A 196ª Divisão de Infantaria (em alemão:196. Infanterie-Division) foi uma unidade militar que serviu no Exército alemão durante a Segunda Guerra Mundial.

## Comandantes
| Comandante                         | Data                                            |
| ---------------------------------- | ----------------------------------------------- |
| Generalleutnant Richard Pellengahr | 27 de dezembro de 1939 - 1 de março de 1942     |
| Generalleutnant Dr. Fritz Franek   | 1 de março de 1942 - 24 de dezembro de 1943     |
| Generalleutnant Kurt Möhring       | 24 de dezembro de 1943 - ? de fevereiro de 1944 |
| Oberst Klinge                      | ? de fevereiro de 1944 - ? de junho de 1944     |
| Generalmajor Friedrich von Unger   | ? de junho de 1944 - ? de setembro de 1944      |

## Oficiais de operações
| Major Otto Schaefer   | 5 de janeiro de 1940-25 de outubro de 1940   |
| Oberstleutnant Klimke | 25 de outubro de 1940-15 de setembro de 1944 |

## Área de operações
| Alemanha                       | dezembro de 1939 - abril de 1940 |
| Dinamarca & Noruega            | abril de 1940 - julho de 1944    |
| Frente Oriental, setor central | julho de 1944 - setembro de 1944 |